# Columbus (Wisconsin)
Columbus es una ciudad ubicada en el condado de Columbia en el estado estadounidense de Wisconsin. En el Censo de 2010 tenía una población de 4.991 habitantes y una densidad poblacional de 453,95 personas por km².

## Geografía
Columbus se encuentra ubicada en las coordenadas 43°20′9″N 89°1′47″O / 43.33583, -89.02972. Según la Oficina del Censo de los Estados Unidos, Columbus tiene una superficie total de 10,99 km², de la cual 10,9 km² corresponden a tierra firme y (0,85%) 0,09 km² es agua.

## Demografía
Según el censo de 2010, había 4.991 personas residiendo en Columbus. La densidad de población era de 453,95 hab./km². De los 4.991 habitantes, Columbus estaba compuesto por el 95,71% blancos, el 0,94% eran afroamericanos, el 0,26% eran amerindios, el 0,64% eran asiáticos, el 0,02% eran isleños del Pacífico, el 1,06% eran de otras razas y el 1,36% pertenecían a dos o más razas. Del total de la población el 3,29% eran hispanos o latinos de cualquier raza.